# Henge von Normangill

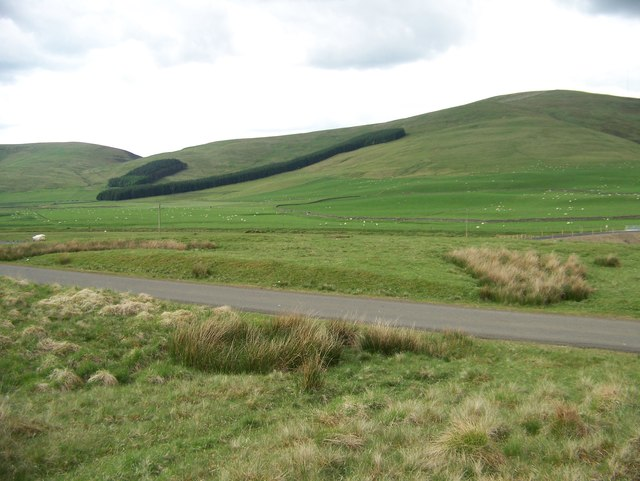
Henge von Normangill – erkennbar im Vordergrund

Das 280 m hoch gelegene Class II Henge von Normangill in South Lanarkshire in Schottland liegt bei Crawford, 480 m südlich der Normangill Farm und südlich des Camps Water (Fluss). Es ist eines der besten Beispiele für ein  schottisches Henge.  Henges werden wegen der verschiedentlich gefundenen  Grooved-Ware-Keramik der späten Jungsteinzeit zugeordnet.
Das ovale Henge misst 61 m auf 55 m. Ein über 10 m breiter neuzeitlicher Weg führt von West nach Ost mittig quer durch das Henge. Die übrig gebliebenen Bereiche von Wall und internem Graben sind aber ziemlich gut erhalten. Die gegenüberliegenden Zugänge, die etwa auf der Nord-Süd orientierten Längsachse des Erdwerkes liegen sind deutlich erkennbar. Die Lückenbreite im Wall misst etwa 23 m und im Grabenbereich 17 m. Der Erdwall ist nur mehr 0,7 m hoch. Der Bau eines runden Schafpferches hat die Südwestenden des Walls zerstört. Der Graben, der durch eine durchschnittlich etwa 3,0 m breite Berme von der Innenseite des Walls entfernt liegt, ist etwa 4,0 m breit und 0,3 m tief. Der Innenraum ist unstrukturiert.